# Momo Mirage
Der Momo Mirage (miʁaʒ, französisch „Luftspiegelung“ oder „Erscheinung“) war ein US-amerikanischer Sportwagen, der Anfang der 1970er Jahre in geringen Stückzahlen hergestellt und als Momo vermarktet wurde.
Urheber des Projekts waren der amerikanische Geschäftsmann Peter Kalikow und der New Yorker Jaguar-Händler Alfredo Momo. Im Jahr 1967 entschloss sich der seit langem als Automobilliebhaber geltende Kalikow, ein eigenes Fahrzeug zu entwickeln. Anlass hierzu war angeblich die Vorstellung des Aston Martin DBS, mit dessen Fahrverhalten Kalikow nicht einverstanden gewesen sein soll. Ziel war es, einen Gran Turismo auf die Beine zu stellen, der die Lücke zwischen einem Rolls-Royce und einem Ferrari füllen sollte: temperamentvoll, elegant und konservativ. In technischer Hinsicht sollten solide amerikanische Großserienkomponenten verwendet werden, das Fahrwerk und das Karosseriedesign hingegen sollte italienische Bezüge aufweisen. Alfredo Momo stellte hier einige Kontakte her.

## Das Auto

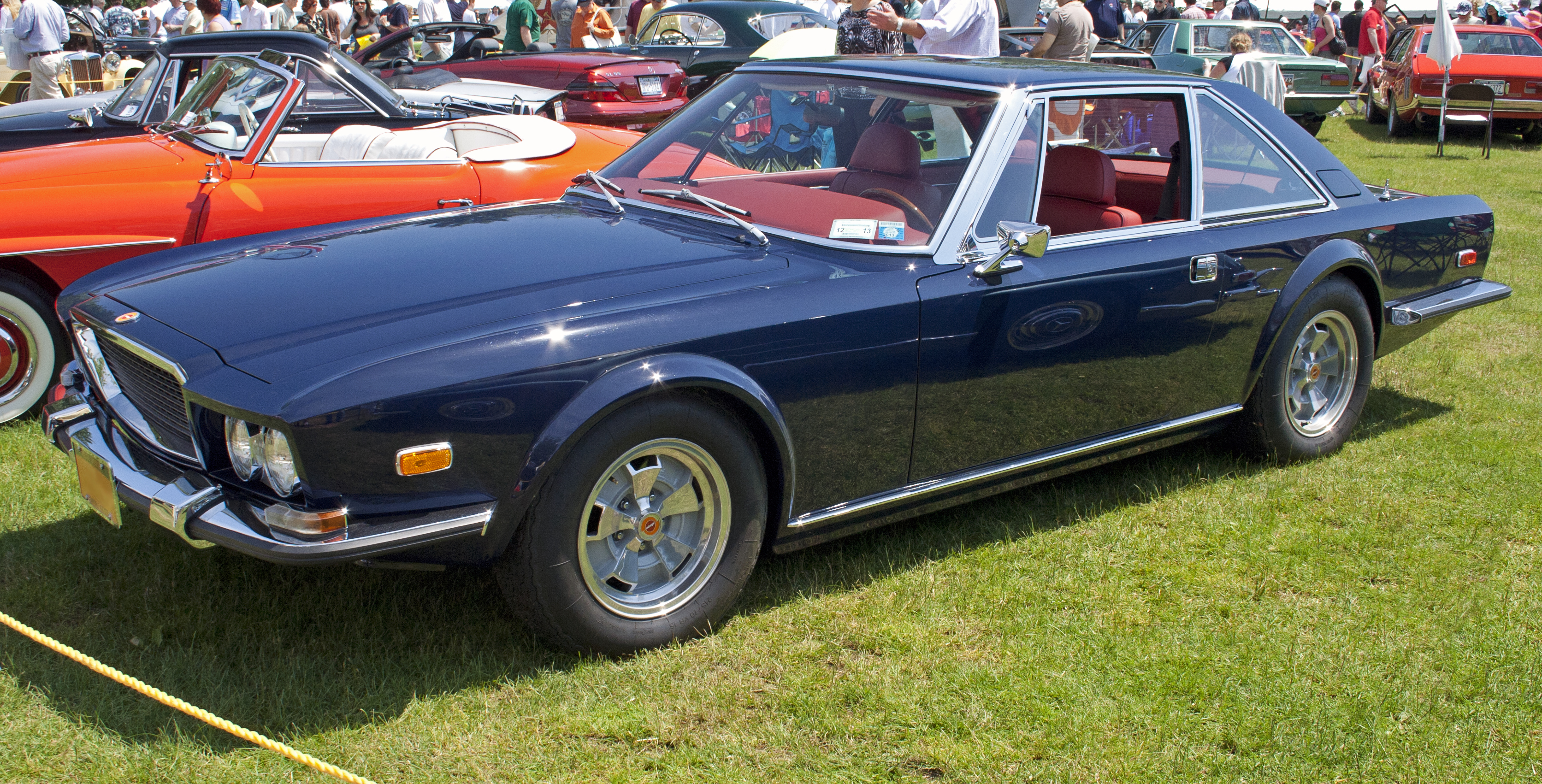
Der zweite Prototyp, noch in den Händen von P. Kalikow

### Die Technik
Das Fahrwerk war eine italienische Konstruktion. Kalikow und Momo beauftragten zunächst Giulio Alfieri, den früheren Maserati-Chefingenieur, mit der Entwicklung des Chassis, der die Arbeit allerdings nicht in der vorgegebenen Zeit erledigen konnte. Letztlich wurde der Auftrag an Stanguellini gegeben, einen kleinen Rennwagen-Konstrukteur aus Modena. Vittorio Stanguellini entwickelte ein massives Plattform-Chassis, an dem zahlreiche Fremdkomponenten installiert wurden: Vom Jaguar Mark 2 wurde die Frontaufhängung übernommen, die Lenkung kam von Alford & Alder, die Dämpfer von Koni und die Bremsen von Girling.
Als Motor wurde ein 5,7 Liter großer Achtzylinder von Chevrolet vom Typ LT-1 verwendet, der seit kurzem in der Chevrolet Corvette eingesetzt wurde und sich daneben auch in einigen europäischen Hybriden, namentlich in den Wagen von Iso Rivolta, fand. Kalikow wollte die werksseitige Vergaser-Anlage durch eine Benzineinspritzung von Lucas ersetzen; dieser Plan wurde letztlich allerdings nicht realisiert. Die Kraftübertragung sollte über ein manuelles Fünfganggetriebe von ZF erfolgen, alternativ war eine GM-Automatik vorgesehen.

### Das Design
Das Design des Wagens sollte europäische Eleganz ausstrahlen und von einem italienischen Designer entwickelt werden. Früh war klar, dass das Auto als zweitüriges, viersitziges Coupé gestaltet werden sollte. Nach einigen lockeren und letztlich fruchtlosen Anfragen bei Giovanni Michelotti, Pininfarina und Ghia entwickelten sich im Herbst 1970 ernstere Gespräche mit Pietro Frua, der letztlich den Auftrag zur Herstellung der Karosserie enthielt.
Das erste 1:1-Modell wurde Anfang 1971 von Frua fertiggestellt. Es war ein geradliniges Coupé mit langer Motorhaube und großem Kühlergrill, der von runden Doppelscheinwerfern eingerahmt wurde. In vielerlei Hinsicht war es eine Weiterentwicklung des Lancia Marica, eines Coupés, das Tom Tjaarda 1969 für die Carrozzeria Ghia entworfen hatte. Insbesondere die Linie der C-Säule, die unmittelbar am hinteren oberen Türrahmen ansetzte und danach geradlinig abfiel, entsprach dem zwei Jahre älteren Vorbild. Peter Kalikow behauptete später, das Design sei nicht – oder nicht allein – von Frua entwickelt worden; vielmehr habe ein Designer namens Gene Garfinkel, Angestellter in den Studios von Raymond Loewy, die Arbeit weitgehend allein geleistet.

## Die Produktion
Der erste Prototyp, ein kastanienbraunes Coupé mit Vergasermotor und Schaltgetriebe, wurde im Laufe des Jahres 1971 fertiggestellt. Er wurde zunächst in Italien präsentiert und auch für Testfahrten eingesetzt, bevor er im Dezember 1971 in die Vereinigten Staaten überführt wurde. Ein weiterer, blau lackierter Prototyp entstand Anfang 1972 mit einer geänderten Achsübersetzung.

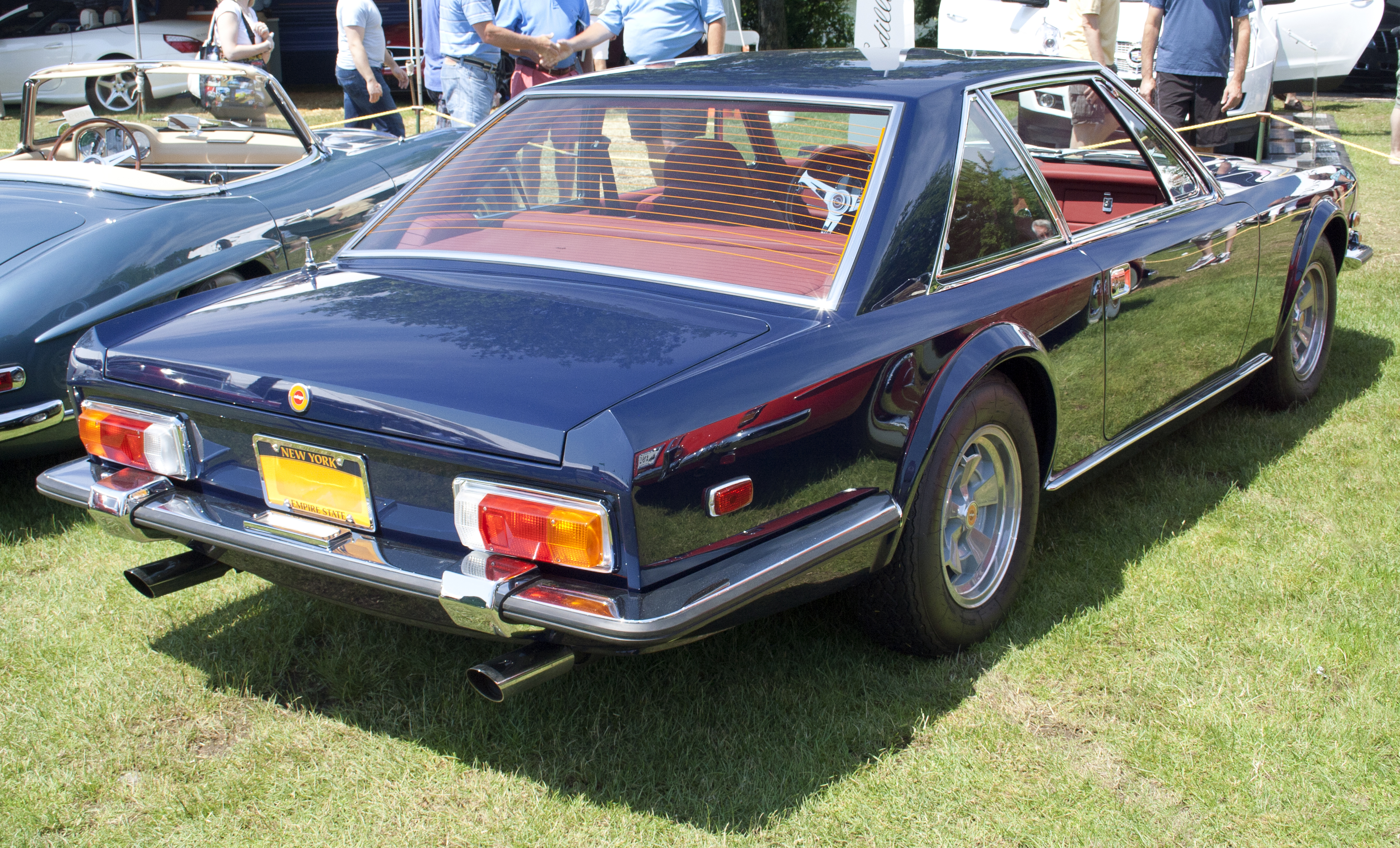
Rückansicht des Mirage

Geplant war, die Serienproduktion im Laufe des Jahres 1972 aufzunehmen; Kalikow dachte dabei an eine Produktion von zunächst 12 Fahrzeugen. Stanguellini sollte die Chassis herstellen, und Pietro Frua war für den handwerklichen Aufbau des Fahrzeugs zuständig. Stanguellini stellte bis zum Herbst 1972 neun Chassis her, von denen (einschließlich der Prototypen) mindestens sechs bei Frua eingekleidet wurden.
Im Herbst 1972 zogen Kalikow und Momo die Notbremse. Anlass hierfür waren explodierende Kosten. Sowohl Stanguellini als auch Frua hatten ihre Preisvorstellungen gegenüber den anfänglichen Vereinbarungen verdoppelt: Stanguellini forderte nunmehr 8.000 Dollar für jedes Chassis, und Frua berechnete einen Herstellungspreis von 7.000 Dollar pro Fahrzeug. Hinzu kamen die Kosten für die Motoren, die regulär über amerikanische Chevrolet-Händler bezogen werden mussten. Damit war Kalikows Planung, die Wagen zu einem Stückpreis von etwa 12.000 Dollar – und damit günstiger als die zeitgenössischen Ferrari – anzubieten, nicht mehr zu realisieren. Zudem sei die Produktion in Italien von zahlreichen Streiks wiederholt gestört worden. Letztlich hatte Kalikow eine halbe Million US-Dollar in dem Projekt verloren. Um die Verluste nicht noch größer werden zu lassen, beendete er das Abenteuer kurzfristig.
Insgesamt entstanden ursprünglich sechs Fahrzeuge, wovon sich drei in Kalikows Besitz befinden:
- Drei Wagen – der braune und der blaue Prototyp sowie ein silbernes Fahrzeug – befinden sich heute im Besitz von Peter Kalikow; sie stehen in New York und werden gelegentlich öffentlich präsentiert. Der silberne Wagen wurde im April 2009 auf dem Concorso d’Eleganza Villa d’Este gezeigt.
- Ein viertes Auto wurde von General Motors gekauft.
- Ein fünftes Auto soll von Stanguellini in Italien verkauft worden und später abgebrannt sein.
- Das sechste Fahrzeug soll nicht fahrbereit gewesen sein.

2012 gab Kalikow den Bau eines weiteren Fahrzeugs (Chassis 105) mit Aluminiumkarosserie bei Paolo Garella in Auftrag.
Der Verbleib der restlichen drei Chassis ist ungeklärt. In den 1980er Jahren gab es Gerüchte, auch sie seien von Frua eingekleidet und nach und nach verkauft worden. Dafür sind allerdings keine Belege verfügbar; Peter Kalikow bestätigte dies ausdrücklich nicht.

## Konkurrenten
- Aston Martin V8
- Bristol 411
- De Tomaso Longchamp
- Iso Grifo
- Jensen Interceptor
- Maserati Mexico
- Monteverdi High Speed 375/L